# Rastatt
Rastatt este un oraș în Germania.

Rastatt
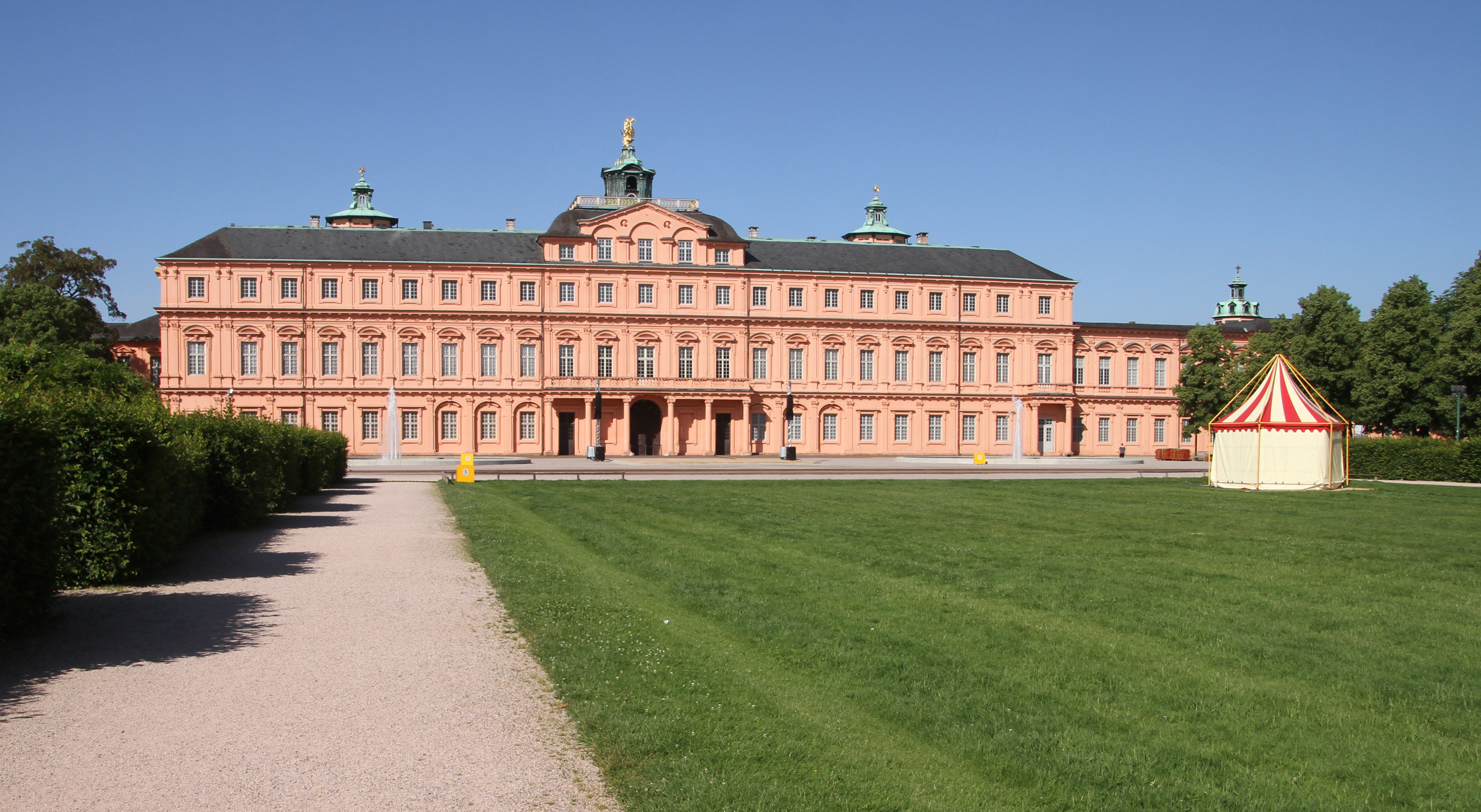
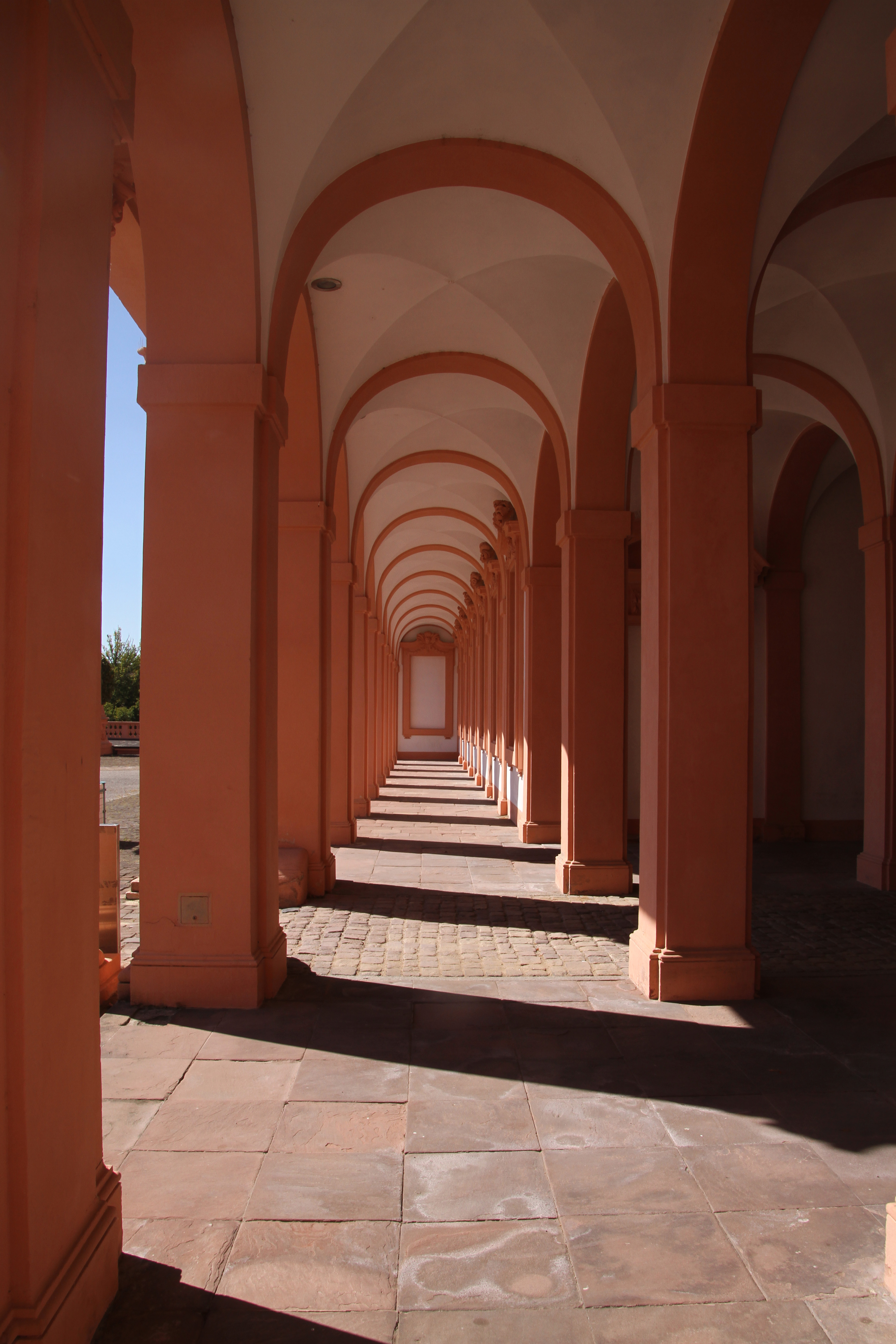
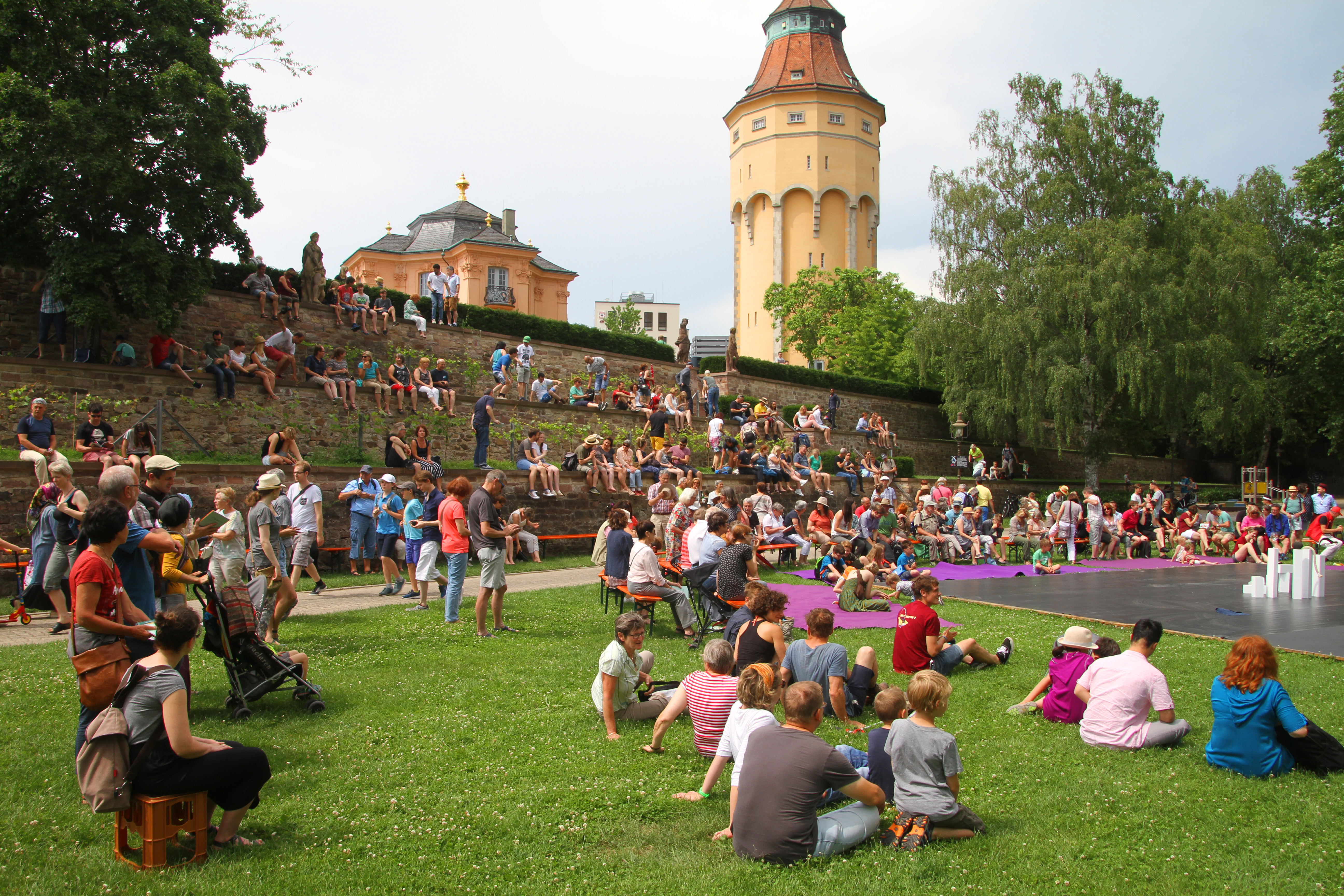
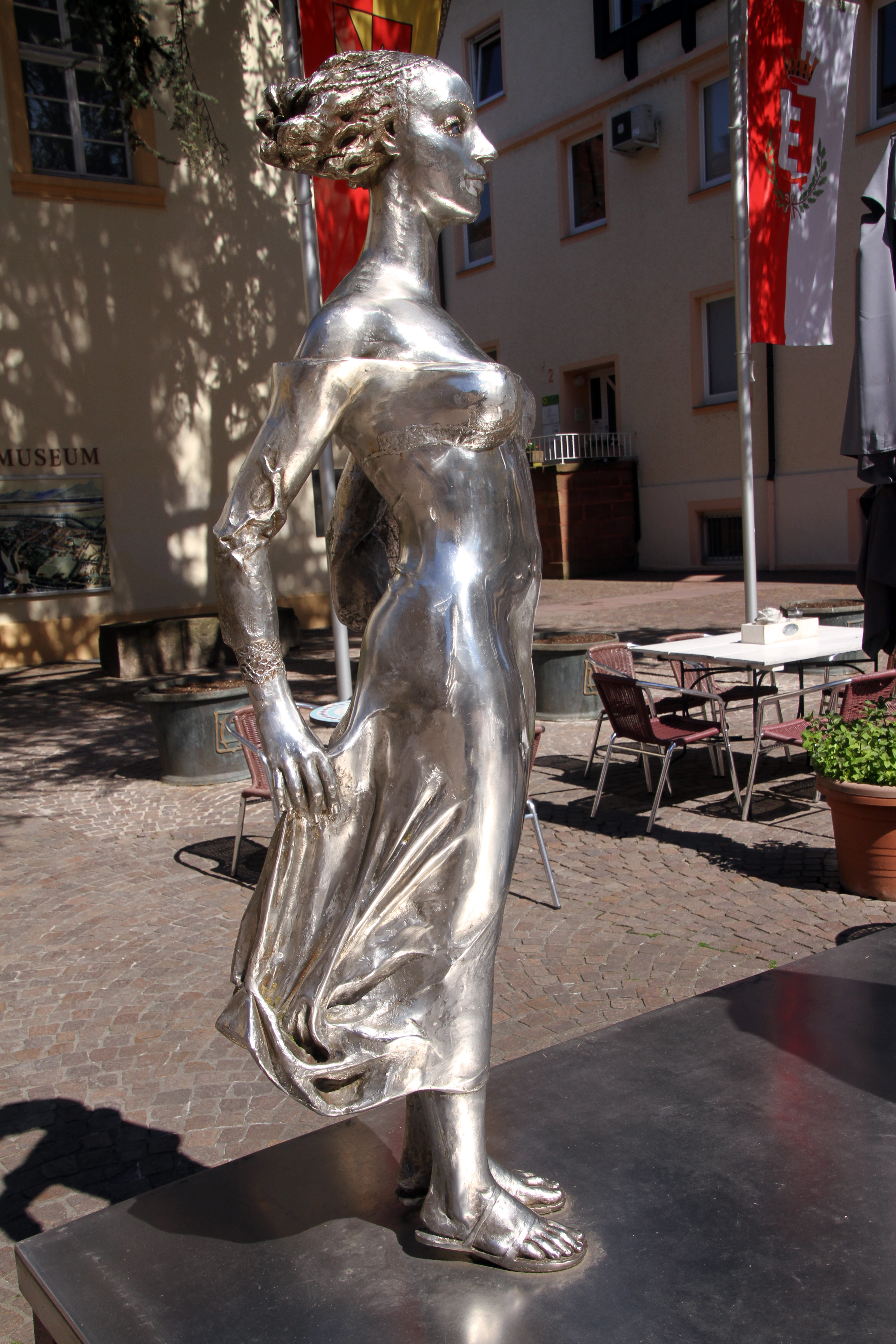
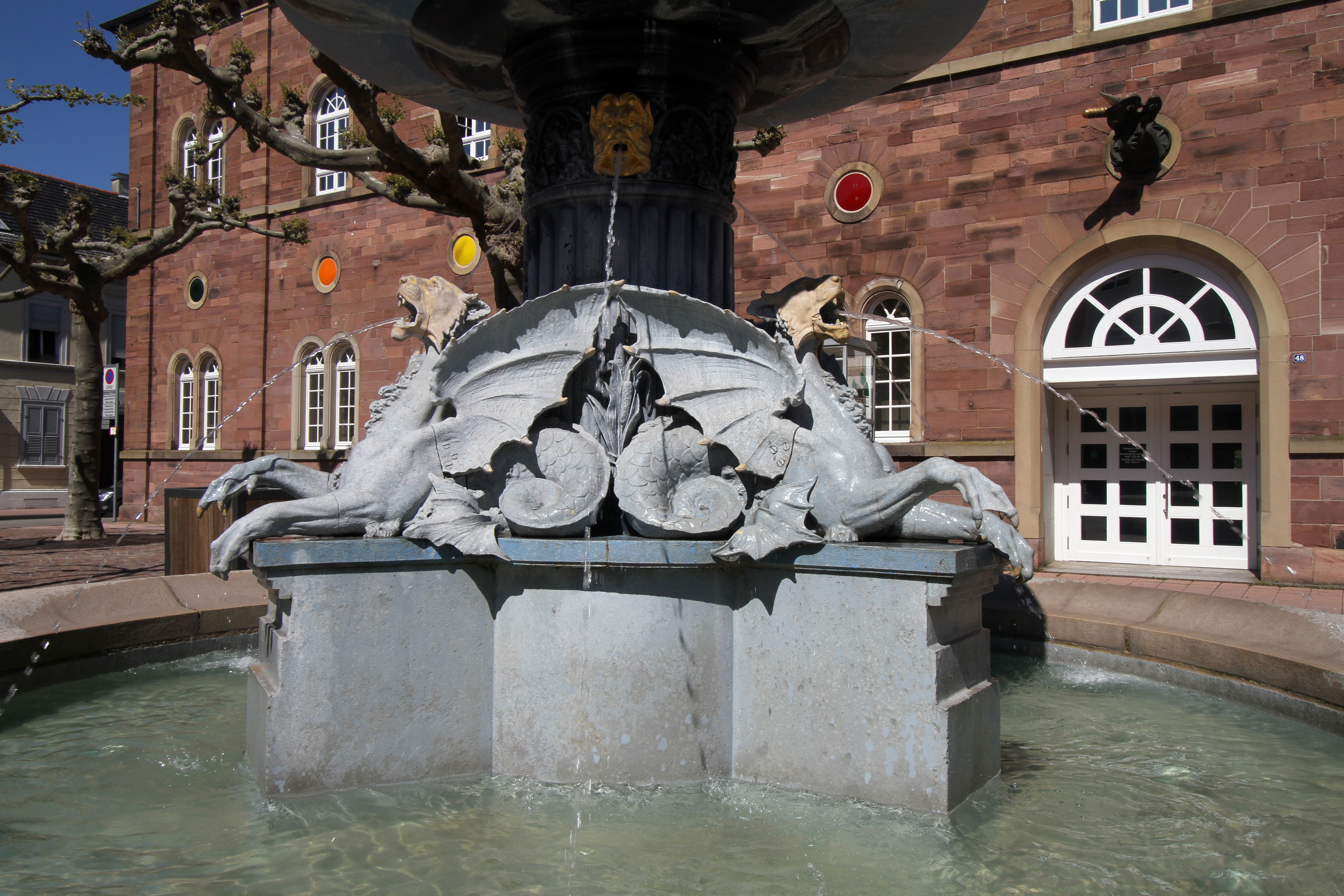
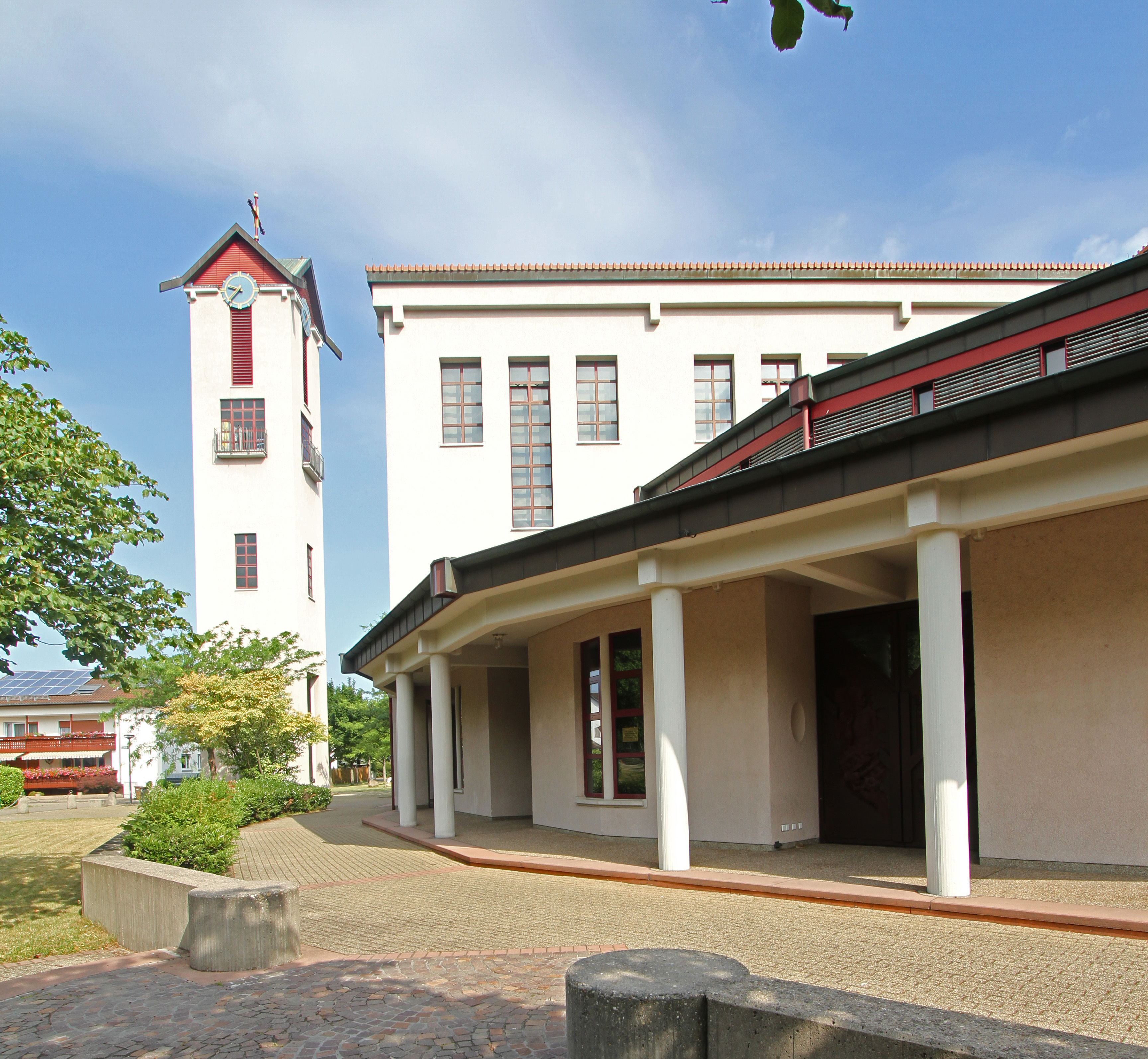
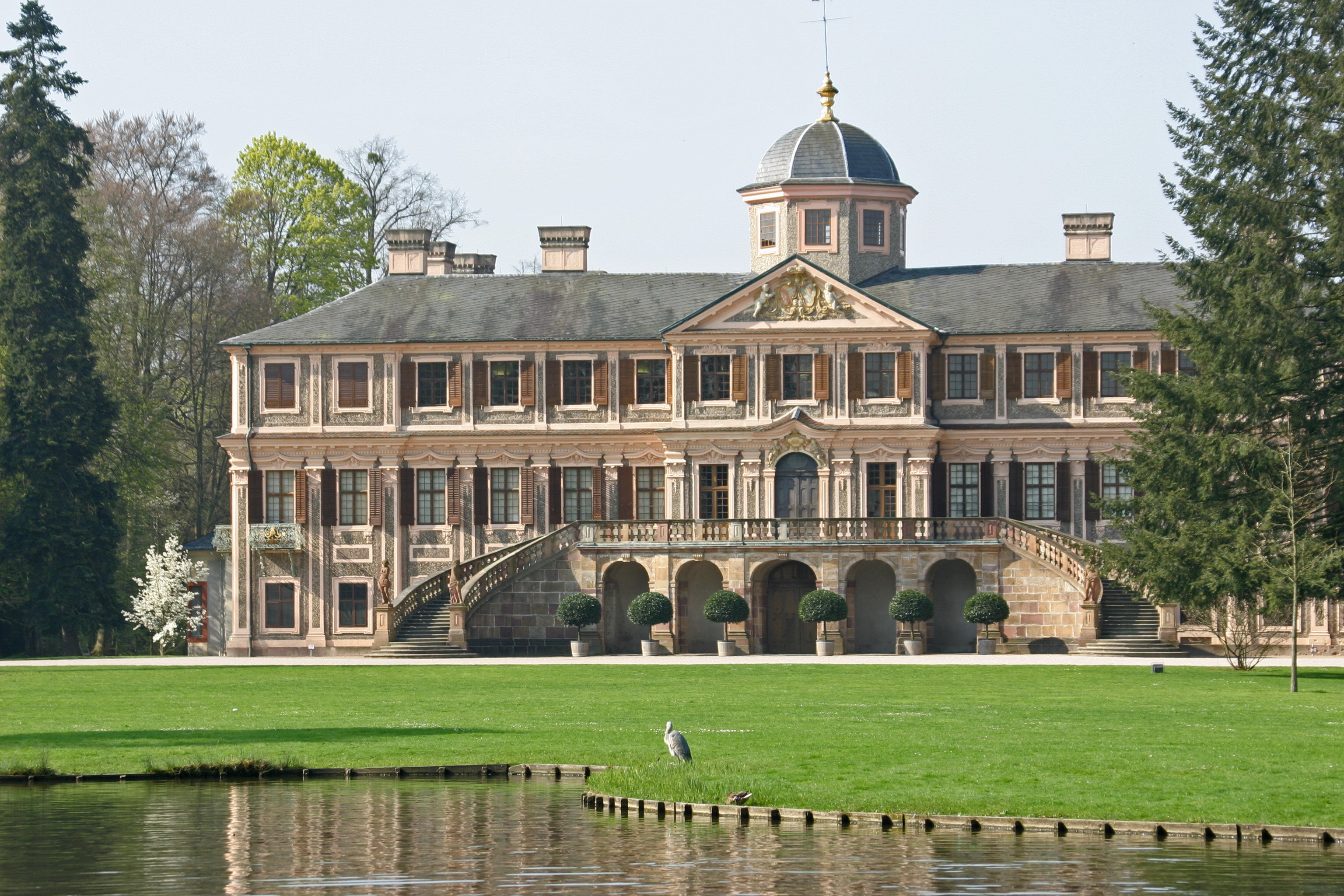
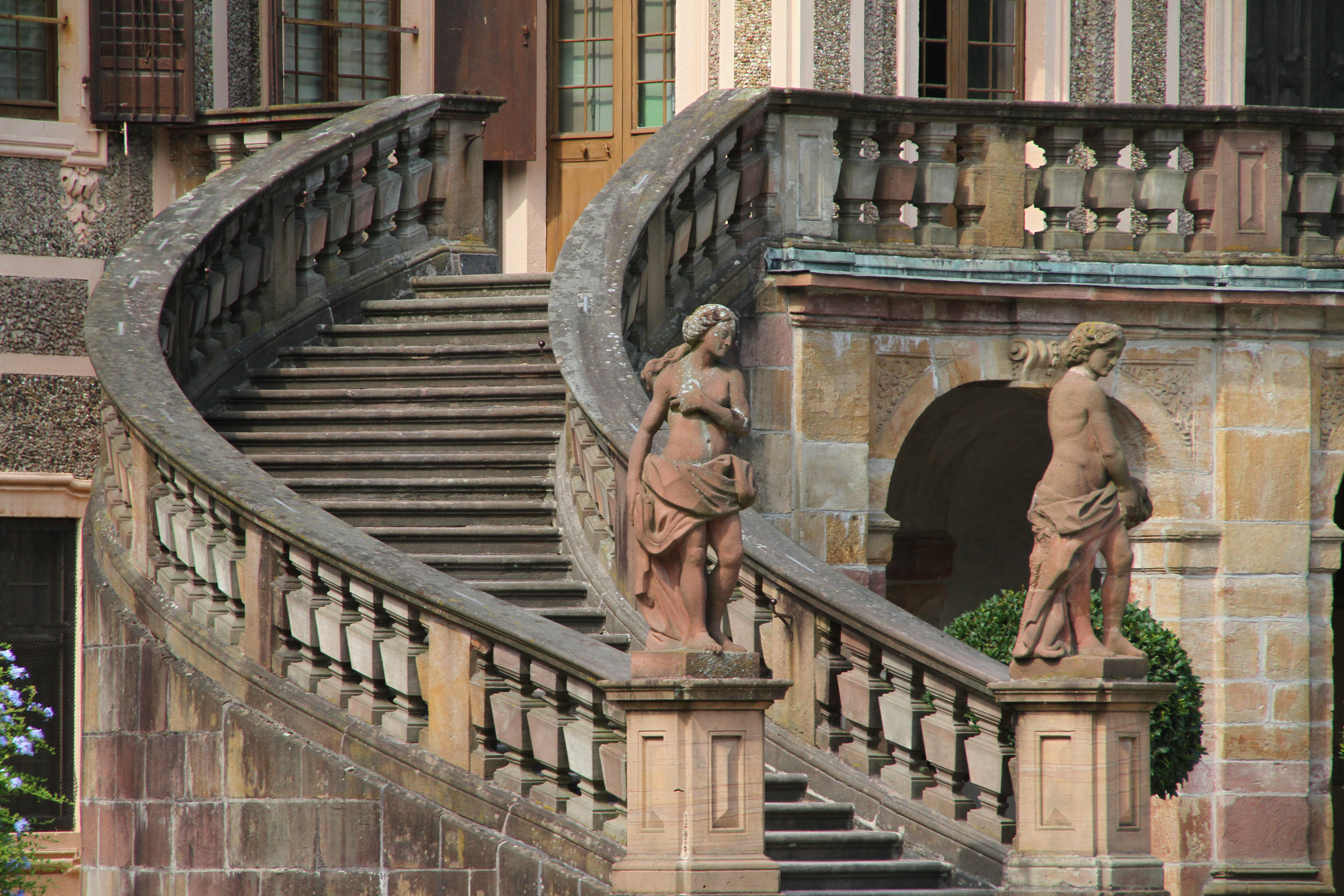